# Seattle Seahawks 1981
La stagione 1981 dei Seattle Seahawks è stata la sesta della franchigia nella National Football League.

## Draft NFL 1981
| Giro/Scelta | Giocatore      | Ruolo            | College              |
| ----------- | -------------- | ---------------- | -------------------- |
| 1/4         | Kenny Easley   | Defensive back   | UCLA                 |
| 2/31        | David Hughes   | Running back     | Boise State          |
| 3/58        | Bill Dugan     | Offensive Guard  | Penn State           |
| 4/87        | Scott Phillips | Wide receiver    | Brigham Young        |
| 5/114       | Edwin Bailey   | Offensive Guard  | South Carolina State |
| 6/140       | Steve Durham   | Defensive end    | Clemson              |
| 7/170       | Ron Johnson    | Wide Receiver    | Long Beach State     |
| 7/186       | Brad Scovill   | Tight end        | Penn State           |
| 8/196       | Eric Lane      | Running back     | Brigham Young        |
| 9/223       | Jim Stone      | Running Back     | Notre Dame           |
| 9/236       | Jimbo Whatley  | Wide Receiver    | Washington State     |
| 10/252      | Ken Dawson     | Running Back     | Savannah State       |
| 11/279      | Lance Olander  | Running Back     | Colorado             |
| 12/306      | Jeff Bednarek  | Defensive tackle | U. of Pacific        |

## Staff
Fonte:

## Roster
| Roster dei Seattle Seahawks nel 1981 |
| --- |
| Quarterback - 12 Sam Adkins - 17 Dave Krieg - 10 Jim Zorn Running Back - 30 Theotis Brown - 33 Dan Doornink FB - 46 David Hughes - 32 Horace Ivory - 43 Jim Jodat - 37 Eric Lane - 34 Terry Miller - 32 Jeff Moore - 47 Sherman Smith Wide Receiver - 80 Steve Largent - 84 Sam McCullum - 89 Mark McGrath - 83 Steve Raible Tight End - 81 John Sawyer - 86 Mike Tice Offensive Linemen - 76 Steve August T - 65 Edwin Bailey G - 66 Bill Dugan G - 64 Ron Essink T - 54 Art Kuehn C - 78 Bob Newton G - 51 John Yarno C Defensive Linemen - 63 Fred Anderson DE - 68 Dennis Boyd DT/DE - 79 Jacob Green DE - 75 Robert Hardy DT - 69 Doug Sutherland DT - 74 Manu Tuiasosopo DE - 70 Mike White DT Linebacker - 58 Terry Beeson - 53 Keith Butler - 57 Pete Cronan - 55 Michael Jackson - 52 Joe Norman - 59 Rodell Thomas - 60 Kevin Turner Defensive Back - 22 Dave Brown CB - 25 Don Dufek S - 45 Kenny Easley S - 44 John Harris S - 27 Gregg Johnson - 26 Kerry Justin CB - 21 Vic Minor - 42 Keith Simpson CB Special Team - 2 Wilson Alvarez K - 6 Frank Garcia P - 85 Paul Johns PR - 41 Will Lewis KR Lista delle riserve - 36 Larry Brinson RB (IR) - 50 Brian Flones LB (IR) - 56 Greg Gaines LB (IR) - 1 Efrén Herrera K (IR) - 8 Jeff West P (IR) 55 attivi, 0 inattivi, 0 nella squadra di allenamento |
| Legenda - I rookie sono in corsivo. - Il primo ruolo è il principale mentre gli eventuali successivi indicano i ruoli secondari. - (IR) sta per Injured Reserve ed indica la lista ristretta per un solo giocatore infortunato che può tornare ad allenarsi dopo la settimana 6 e a rientrare in prima squadra dopo che questa ha giocato 8 partite. - (NF-Inj.) / (NF-Ill.) stanno rispettivamente per Non-Football Injured e Non-Football Illness ed indicano le liste dove viene inserito un giocatore che ha un infortunio o una malattia non dipendente dal football americano. - (PUP) sta per Physically Unable to Perform ed indica la lista dove viene inserito un giocatore mentre è in attesa di recuperare la condizione fisica. Nella stagione regolare dopo la sesta partita giocata dalla propria squadra, il giocatore ha tempo tre settimane per riprendere ad allenarsi, più tre settimane aggiuntive dal suo rientro agli allenamenti per rientrare in prima squadra. |

## Calendario

### Stagione regolare
| Turno | Data       | Avversario           | Risultato | Stadio                          | Record | Pubblico |
| 1     | 6/9/1981   | @ Cincinnati Bengals | S 21-27   | Riverfront Stadium              | 0-1    | 41.177   |
| 2     | 13/9/1981  | Denver Broncos       | V 13-10   | Kingdome                        | 1-1    | 58.513   |
| 3     | 20/9/1981  | @ Oakland Raiders    | S 10-20   | Oakland-Alameda County Coliseum | 1-2    | 45.725   |
| 4     | 27/9/1981  | Kansas City Chiefs   | S 14-20   | Kingdome                        | 1-3    | 59.255   |
| 5     | 4/10/1981  | @ San Diego Chargers | S 10-24   | Jack Murphy Stadium             | 1-4    | 51.463   |
| 6     | 11/10/1981 | @ Houston Oilers     | S 17-35   | The Astrodome                   | 1-5    | 42.671   |
| 7     | 18/10/1981 | New York Giants      | S 0-32    | Kingdome                        | 1-6    | 56.134   |
| 8     | 25/10/1981 | @ New York Jets      | V 19-13   | Shea Stadium                    | 2-6    | 49.678   |
| 9     | 1/11/1981  | @ Green Bay Packers  | S 24-34   | Lambeau Field                   | 2-7    | 49.467   |
| 10    | 8/11/1981  | Pittsburgh Steelers  | V 24-21   | Kingdome                        | 3-7    | 59.058   |
| 11    | 16/11/1981 | San Diego Chargers   | V 44-23   | Kingdome                        | 4-7    | 58.628   |
| 12    | 22/11/1981 | @ Kansas City Chiefs | S 13-40   | Arrowhead Stadium               | 4-8    | 49.002   |
| 13    | 29/11/1981 | Oakland Raiders      | S 31-32   | Kingdome                        | 4-9    | 57.147   |
| 14    | 6/12/1981  | New York Jets        | V 27-23   | Kingdome                        | 5-9    | 53.105   |
| 15    | 13/12/1981 | at Denver Broncos    | S 13-23   | Mile High Stadium               | 5-10   | 74,527   |
| 16    | 20/12/1981 | Cleveland Browns     | V 42-21   | Kingdome                        | 6-10   | 51.435   |

## Leader della squadra
| Leader della squadra   |               |       |
| Categoria              | Giocatore     | N.    |
| Yard passate           | Jim Zorn      | 2.788 |
| Touchdown passati      | Jim Zorn      | 13    |
| Yard corse             | Theotis Brown | 531   |
| Touchdown su corsa     | Theotis Brown | 6     |
| Ricezioni              | Steve Largent | 75    |
| Yard ricevute          | Steve Largent | 1.224 |
| Touchdown su ricezione | Steve Largent | 9     |
| Sack                   | Jacob Green   | 12,0  |
| Intercetti             | John Harris   | 10    |